# یاتسک گورالسکی
یاتسک گورالسکی (لهستانی: Jacek Góralski؛ زادهٔ ۲۱ سپتامبر ۱۹۹۲) بازیکن فوتبال اهل لهستان است.
از باشگاه‌هایی که در آن بازی کرده‌است می‌توان به زاویشا بیدگوشچ، یاگلونیا بیاویستوک، و لودوگورتس رازگراد اشاره کرد.
وی همچنین در تیم ملی فوتبال لهستان بازی کرده‌است.